# Simirestis
Simirestis es un género de plantas con flores pertenecientes a la familia Celastraceae. Comprende 24 especies descritas y de estas, solo 3 aceptadas.

## Taxonomía
El género fue descrito por  Nicolas Hallé y publicado en Bulletin du Muséum d'Histoire Naturelle sér. 2. 30: 464. 1958. La especie tipo es: Simirestis dewildemaniana N.Hallé

## Especies aceptadas
A continuación se brinda un listado de las especies del género Simirestis aceptadas hasta julio de 2011, ordenadas alfabéticamente. Para cada una se indica el nombre binomial seguido del autor, abreviado según las convenciones y usos.
- Simirestis dewildemaniana N.Hallé
- Simirestis ritschardii  (R. Wilczek) N. Hallé ex R. Wilczek
- Simirestis scheffleri  (Loes.) N. Hallé